# Krekelberg (Bemelen)
De Krekelberg is een heuvel ten oosten van Bemelen in de Nederlandse gemeente Eijsden-Margraten. Ten noordwesten van de heuvel ligt het droogdal Koelbosgrub met aan de overzijde van het droogdal de heuvel Bemelerberg. De heuvel ligt aan de westelijke rand van het Plateau van Margraten in de overgang naar het Maasdal. Ter plaatse duikt het plateau tientallen meters steil naar beneden. De Krekelberg is het noordelijk vervolg van de Mettenberg.
Vanuit Bemelen (in het dal) gaat de straat Bemelerberg oostwaarts de Krekelberg op richting Gasthuis (op het plateau). Doordat de straat Bemelerberg heet, wordt deze heuvel nogal eens Bemelerberg genoemd in plaats van Krekelberg. De weg wordt in wielerwedstrijden regelmatig aangedaan.
Boven op de heuvel ligt Hotel Bergrust.
De heuvel ligt in het gebied van Bemelerberg & Schiepersberg.

## Groeves
In of nabij de Krekelberg liggen er verschillende groeves, te weten:
- Groeve Onder de weg
- Bemelerbosgroeve III
- Bemelerbosgroeve I
- Grindgroeve op de Krekelberg

## Wielrennen
De beklimming die in het wielrennen bekend staat als Bemelerberg (zoals de weg ook heet), gaat feitelijk over de Krekelberg, met uitzicht op de echte Bemelerberg. De beklimming is niet steil en slingert vanuit Bemelen door het bos naar het gehucht Gasthuis op het Plateau van Margraten. Na de top blijft de weg vals plat oplopen tot aan de Van Tienhovenmolen.
De beklimming is meermaals opgenomen in de wielerklassieker Amstel Gold Race. Het is de 24e klim tussen de Keerderberg en de Wolfsberg. Sinds 2013 wordt de beklimming nog een tweede keer bedwongen in de finaleronde, na de Geulhemmerberg en voor de laatste keer Cauberg. Van 2018 tot 2024 was de Krekelberg zelfs de laatste beklimming, omdat in die jaren de Cauberg uit de finalelus was gehaald. In de vrouweneditie wordt de Krekelberg maarliefst viermaal beklommen, omdat zij deze finaleronde vier keer afleggen.
Deze finaleronde van Geulhemmerberg, Krekelberg en Cauberg, vormde ook het parcours van de Wereldkampioenschappen wielrennen in 1998 en 2012. De klim kreeg nationale bekendheid toen Michael Boogerd aan de voet van de klim lek reed in de finale van het WK in 1998.
Op 14 augustus 2024 werd ze als helling tweemaal opgenomen in de 4e etappe van de Ronde van Frankrijk voor vrouwen. Ook wordt de klim regelmatig opgenomen in andere wedstrijden, zoals de Volta NXT Classic.